# Laura Kutika
Laura Kutika, née le 24 août 1984 à Kinshasa, est une réalisatrice, scénariste, écrivaine et metteur en scène congolaise.

## Biographie
Laura Kutika est née le 24 août 1984 à Kinshasa, la capitale du Zaïre. Après l'obtention de son baccalauréat littéraire, elle valide une formation de scénariste télévision et radio dans la même ville. Arrivée en France en 2003, elle se forme à la réalisation.
Elle est mère de deux enfants.

### Au cinéma
Elle a commencé sa carrière en tant que scénariste pour la chaîne de télévision congolaise Antenne A sur la série Kinshasa Hôtel, puis pour la radio pour la série Centre lokole de Kinshasa en tant que co-scénariste. Au fil des années, elle a travaillé sur des courts et longs-métrages, sur plusieurs postes. C'est en lisant l'ouvrage Abeti Masikini : la voix d’or du Zaïre, écrit par l'attaché de presse de la chanteuse d'Abeti Masikini, qu'elle décide de réaliser avec Ne Kunda Blaba le film-documentaire Abeti Masikini: Le Combat d'Une Femme (en). Les deux cinéastes bénéficient des témoignages des proches de la chanteuse pour la réalisation du projet. L'avant-première du film a eu lieu à Kinshasa, en septembre 2014. Ils remportent le prix du meilleur documentaire au CINEF (Cinéma au Féminin) 2018.

### En littérature
Elle publie son premier ouvrage en 2012 intitulé Seule, face au destin et A nos actes manqués en 2014. Dans ses livres, elle aborde principalement les thèmes de la maltraitance des enfants et du voyage. Elle est éditée aux Éditions Édilivre.

## Engagements
Depuis mars 2012, elle est présidente de l'association humanitaire Nouveau sourire qui milite pour les enfants maltraités hospitalisés en Afrique, ainsi que pour les femmes maltraitées en les encourageant à s'émanciper.

## Filmographie
Réalisation
- 2009 : Entre chat et chien de Barbara Barbet, assistante-réalisatrice
- 2011 : Vas-y fonce
- 2012 : Ndouleman de Nolda Di Massamba, assistante-réalisatrice
- 2013 : Moumoune et moi
- 2015 : Abeti Masikini, le combat d’une femme, co-réalisé avec Ne Kunda Nlaba

Scénariste
- 2001-2003 : Kinshasa Hôtel
- 2014 : Abeti Masikini, le combat d’une femme

Productrice
- 2014 : Abeti Masikini, le combat d’une femme

## Théâtre
- Le Journal d'une femme de chambre d'Octave Mirbeau : mise en scène

## Radio
- 2002-2003 : Centre lokole de Kinshasa, co-scénariste[9]

## Littérature
- 2012 : Seule, face au destin
- 2014 : À nos actes manqués
- Avant qu'il ne soit trop tard

## Récompenses
- CINEF 2018 : Prix du meilleur documentaire pour Abeti Masikini, le combat d’une femme